# Marcelo Messias
Marcelo Messias (Paranaguá, 9 de noviembre de 1981) es un futbolista brasileño nacionalizado salvadoreño. Juega de defensor central y su actual equipo es el Club Deportivo Audaz de la Primera División de El Salvador.

## Trayectoria
Messias inició su carrera en el equipo Rio Branco Sport Club, desde 1995 hasta el año 2000, cuando pasó al Grêmio hasta 2002. Para 2003, arribó a la Primera División de El Salvador, con Club Deportivo FAS, institución en la que obtuvo los títulos de campeón del Torneo Apertura 2003, Apertura 2004, y Clausura 2005. 
Posteriormente, militó en Chalatenango (Apertura 2006 y Clausura 2007), Isidro Metapán (Apertura 2007 y Clausura 2008), y Águila. Desde el Torneo Clausura 2010 formó parte de Alianza; y el Torneo Clausura 2011, conquistó el título de campeón con el conjunto capitalino. Para el año 2012, se trasladó a Guatemala adonde firmó por un año con el Deportivo Petapa, y retornó al Alianza para el Torneo Clausura 2013. Luego de 9 años retorno al club de sus amores Chalatenango para el Torneo Apertura 2015

### Selección nacional
En diciembre de 2009, obtuvo la nacionalidad salvadoreña por naturalización, y, en marzo de 2011, fue convocado para integrar la selección de fútbol de El Salvador. Debutó con el combinado cuscatleco el 24 de marzo de ese año ante Cuba, en juego amistoso en la ciudad de La Habana. También fue convocado para la segunda fase de la Clasificación de Concacaf para la Copa Mundial de Fútbol de 2014.

## Clubes
| Club                                | País        | Año       | Partidos | Goles |
| ----------------------------------- | ----------- | --------- | -------- | ----- |
| Rio Branco Sport Club               | Brasil      | 1995-2000 |          |       |
| Grêmio Foot-Ball Porto Alegrense    | Brasil      | 2000-2002 |          |       |
| Club Deportivo FAS                  | El Salvador | 2003-2005 | 52       | 5     |
| Club Deportivo Chalatenango         | El Salvador | 2006-2007 | 32       | 2     |
| Asociación Deportiva Isidro Metapán | El Salvador | 2007-2008 | 37       | 2     |
| Club Deportivo Águila               | El Salvador | 2008-2009 | 31       | 2     |
| Alianza Fútbol Club                 | El Salvador | 2010-2011 | 17       | 3     |
| Deportivo Petapa                    | Guatemala   | 2012      | 41       | 2     |
| Alianza Fútbol Club                 | El Salvador | 2013–2014 | 45       | 2     |
| Club Deportivo Chalatenango         | El Salvador | 2015-2016 | 41       | 1     |
| Sonsonate Fútbol Club               | El Salvador | 2016-2017 | 35       | 1     |
| Club Deportivo Audaz                | El Salvador | 2018      | 5        | 0     |

## Palmarés

### Trofeos nacionales
| Título          | Club    | País        | Año  |
| --------------- | ------- | ----------- | ---- |
| Torneo Apertura | FAS     | El Salvador | 2003 |
| Torneo Apertura | FAS     | El Salvador | 2004 |
| Torneo Clausura | FAS     | El Salvador | 2005 |
| Torneo Clausura | Alianza | El Salvador | 2011 |